# Dạ Lan
Dạ Lan là một nhãn hiệu kem đánh răng nổi tiếng ở Việt Nam. Hiện nay, Dạ Lan thuộc sở hữu của Công ty Hóa Mỹ phẩm Quốc tế (ICC).

## Lịch sử
Năm 1988, ông Trịnh Thành Nhơn sáng lập cơ sở Sơn Hải ở Thành phố Hồ Chí Minh, sản xuất kem đánh răng Sonhai bán ra thị trường nhưng doanh số rất thấp. Về sau, ông đổi tên sản phẩm thành Dạ Lan, theo tên một chương trình phát thanh được yêu thích thời bấy giờ, với hình ảnh một ông già mặc áo dài cười với hàm răng trắng bóng. Vợ chồng ông Nhơn đưa Dạ Lan đi chào bán khắp nơi, từ miền Tây ra tận miền Trung. Năm 1989, ông Nhơn mạnh dạn đăng ký tham gia hội chợ xuân ở Hà Nội nhằm quảng bá cho Dạ Lan nhưng cũng không bán được bao nhiêu. Không mang hàng về lại miền Nam, ông quyết định tặng cho các tiểu thương chợ Đồng Xuân, từ đó nhãn hiệu Dạ Lan mới được nhiều người miền Bắc biết đến, nhiều kiện hàng được chở từ Thành phố Hồ Chí Minh ra Hà Nội để buôn bán.
Từ năm 1993 đến 1995, Dạ Lan là nhãn hiệu chiếm tới 30% thị phần kem đánh răng ở Việt Nam, chỉ sau kem đánh răng P/S (chiếm hơn 65%). Dạ Lan còn được xuất khẩu sang Campuchia, Lào và Trung Quốc.
Từ năm 1995, chính sách mở cửa của nền kinh tế Việt Nam đã tạo điều kiện cho các tập đoàn, công ty đa quốc gia ồ ạt đầu tư vào Việt Nam làm ăn. Công ty Hóa Mỹ phẩm Sơn Hải của ông Trịnh Thành Nhơn quyết định liên doanh với công ty Colgate - Palmolive. Khi ấy, công ty Sơn Hải được định giá là 3,2 triệu đô la Mỹ (chiếm 30% vốn). Tuy nhiên, công ty liên doanh Colgate - Sơn Hải đã đưa nhãn hiệu kem đánh răng Colgate vào thế chỗ cho Dạ Lan, khiến Dạ Lan biến mất dần khỏi thị trường Việt Nam. Nhưng chỉ vài năm sau, công ty liên doanh Colgate - Sơn Hải đã giải thể để trở thành công ty liên doanh Colgate - Palmolive Việt Nam, còn ông Nhơn mang theo Dạ Lan rút ra khỏi liên doanh.

## Hiện nay
Từ năm 2009, ông Nhơn đã phục hồi lại nhãn hiệu kem đánh răng Dạ Lan sau hơn 10 năm vắng bóng tại Việt Nam qua công ty Hóa Mỹ phẩm Quốc tế (ICC). 
Ngày 20 tháng 7 năm 2020, một lô kem đánh răng Dạ Lan khi vừa xuất ra thị trường đã bị Bộ Y tế yêu cầu thu hồi vì không đảm bảo chất lượng theo quy định. Theo kết quả điều tra, sản phẩm không đảm bảo yêu cầu về giới hạn vi sinh vật trong mỹ phẩm theo quy định của Hội đồng mỹ phẩm ASEAN.